# Radim Vrbata
Radim Vrbata (* 13. Juni 1981 in Mladá Boleslav, Tschechoslowakei) ist ein ehemaliger tschechischer Eishockeyspieler. Der rechte Flügelstürmer bestritt zwischen 2001 und 2018 über 1000 Spiele für sieben Teams in der National Hockey League, den Großteil davon für die Phoenix/Arizona Coyotes. Mit der tschechischen Nationalmannschaft gewann er bei der Weltmeisterschaft 2005 die Goldmedaille.

## Karriere
Radim Vrbata begann seine Karriere im Nachwuchs des HC Mladá Boleslav, für den bis zum Ende der Spielzeit 1997/98 in der Junioren-Extraliga spielte. Im Sommer 1998 entschied er sich zu einem Wechsel nach Nordamerika und absolvierte insgesamt drei Spielzeiten in der Ligue de hockey junior majeur du Québec für die Olympiques de Hull, die ihn beim CHL Import Draft 1998 in der ersten Runde als insgesamt 18. Spieler gezogen hatten, und die Cataractes de Shawinigan. Während des NHL Entry Draft 1999 wurde er in der siebten Runde von der Colorado Avalanche an insgesamt 212. Stelle ausgewählt. Seinen ersten Einsatz in einer Herrenmannschaft hatte er in den AHL-Playoffs 2001, als er für die Hershey Bears eine Partie bestritt.
In der folgenden Saison spielte er zunächst weiter bei den Bears in der AHL, wurde aber im November 2001 in den NHL-Kader der Avalanche berufen. Sein erstes NHL-Spiel absolvierte er am 20. November 2001 gegen die New York Rangers, wobei er auch sein erstes NHL-Tor erzielte. Ab diesem Zeitpunkt gehörte er fest zum Kader der Avalanche und erreichte mit seinem Team die zweite Runde der Playoffs 2002. Im März 2003 wurde Vrbata im Tausch gegen Bates Battaglia an die Carolina Hurricanes abgegeben. Während des Lockout 2004/05 spielte er in seiner Heimat bei Bílí Tygři Liberec und erreichte den dritten Platz in der Extraliga, zudem absolvierte er zwei Zweitliga-Partien für seinen Heimatverein. Nachdem er 2005 zu den Hurricanes zurückgekehrt war, wurde er am 30. Dezember 2005 an die Chicago Blackhawks abgegeben. In Chicago konnte er sein Spiel und seine Punktausbeute deutlich verbessern, wurde aber trotzdem im Sommer 2007 zu den Phoenix Coyotes geschickt, die im Gegenzug Kevyn Adams an die Blackhawks abgaben.
Nach einer für Vrbata sehr erfolgreichen Spielzeit in Phoenix unterschrieb er am 1. Juli 2008 einen Dreijahresvertrag bei den Tampa Bay Lightning. Da er sich dort jedoch sehr schlecht zurechtfand und in den ersten beiden Monaten der Spielzeit nur drei Tore erzielte, wurde er auf eigenen Wunsch vom Team der Lightning freigestellt und an seinen Heimatklub BK Mladá Boleslav ausgeliehen. Dieser lieh ihn wenige Wochen später an den HC Liberec aus, wo Vrbata die Saison beendete. Da Tampa jedoch weiterhin die Transferrechte des Tschechen besaß, transferierten sie ihn am 21. Juli 2009 zurück nach Arizona zu den Coyotes, die im Gegenzug Todd Fedoruk und David Hale nach Tampa schickten.
Im Juli 2014 unterschrieb er als Unrestricted Free Agent einen Zweijahresvertrag bei den Vancouver Canucks. Dort bestritt er in der anschließenden Saison mit 63 Scorerpunkten in 78 Partien die punktbeste Spielzeit seiner NHL-Karriere und war dabei mit 31 Treffern der erfolgreichste Torschütze innerhalb der Mannschaft. Im August 2016 kehrte er nach Auslauf seines Vertrages zu den Arizona Coyotes zurück und absolvierte dort während der Saison 2016/17 sein 1000. Spiel in der NHL. Im Juli 2017 wechselte der Tscheche zu den Florida Panthers, bei denen er seine letzte NHL-Saison verbrachte und seine aktive Karriere schließlich nach der Spielzeit 2017/18 für beendet erklärte. Insgesamt hatte Vrbata 1099 Spiele absolviert und dabei 641 Scorerpunkte erzielt.
Später lief er noch von 2020 bis 2022 für den HC Samson České Budějovice in der viertklassigen tschechischen Krajske hokejove prebory auf.
Bereits während seiner aktiven Laufbahn erwarb Vrbata 2011 ein Drittel der Anteile an seinem Heimatklub BK Mladá Boleslav. Von 2018 bis 2023 war er dort Sportmanager.

### International
Radim Vrbata hat in seiner Laufbahn an fünf Weltmeisterschaften teilgenommen: Mit der U20-Nationalmannschaft gewann er bei der U20-Weltmeisterschaft 2001 die Goldmedaille und wurde 2003, 2005, 2008 und 2013 bei der Weltmeisterschaft der Herren eingesetzt. Dabei gewann er 2005 mit seiner Mannschaft die Goldmedaille.

## Erfolge und Auszeichnungen
| - 1999 Teilnahme am CHL Top Prospects Game - 2001 LHJMQ First All-Star-Team - 2002 NHL-Rookie des Monats Februar | - 2005 Bester Plus/Minus-Wert der Extraliga - 2005 Teilnahme am All-Star Game der tschechischen und der slowakischen Extraliga - 2015 Teilnahme am NHL All-Star Game |

### International
- 2001 Goldmedaille bei der U20-Junioren-Weltmeisterschaft
- 2005 Goldmedaille bei der Weltmeisterschaft

## Karrierestatistik

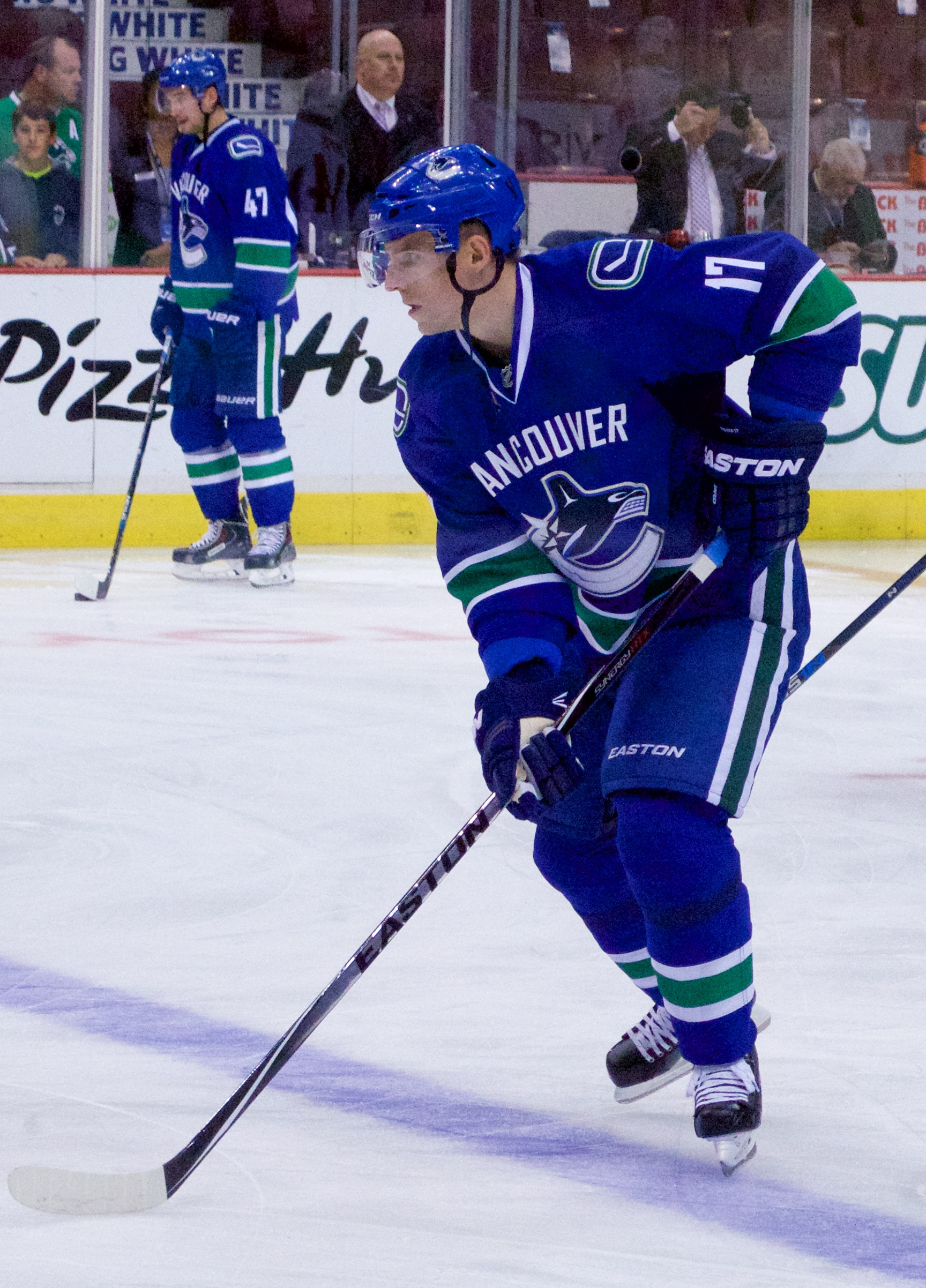
Vrbata im Trikot der Vancouver Canucks (2015)

### International
Vertrat Tschechien bei:
| - U20-Junioren-Weltmeisterschaft 2001 - Weltmeisterschaft 2003 - Weltmeisterschaft 2005 | - Weltmeisterschaft 2008 - Weltmeisterschaft 2013 |

(Legende zur Spielerstatistik: Sp oder GP = absolvierte Spiele; T oder G = erzielte Tore; V oder A = erzielte Assists; Pkt oder Pts = erzielte Scorerpunkte; SM oder PIM = erhaltene Strafminuten; +/− = Plus/Minus-Bilanz; PP = erzielte Überzahltore; SH = erzielte Unterzahltore; GW = erzielte Siegtore; 1 Play-downs/Relegation; Kursiv: Statistik nicht vollständig)